# Villers-en-Ouche

Villers-en-Ouche este o comună în departamentul Orne, Franța. În 1 ianuarie 2018 avea o populație de 336 de locuitori.